# قناة الشبابية المسموعة
قناة الشبابية تأسست قناة الشبابية المسموعة عام 2006 وتبث برامجها علي الموجة القصيرة اف ام 88.8 وتغطى كل أنحاء ليبيا وتعتبر أول قناة تبث برامجها على مدار 24 ساعة وهي قناة منوعة اٍحترافية . بها مساحات للموسيقى والبرامج المنوعة.وهي موجهة للشباب الليبيى ولها مستمعينها . قام بتأسيسها الأستاذ/ علي جبريل صالح حين كانت تتبع الهيئة العامة للاٍذاعات الجماهيرية، وبعد الثورة التي اطاحت بالعقيد معمر القذافي عن الحكم اضحت قناة الشبابية المسموعة تابعة لوزارة الثقافة والمجتمع المدني، توجه بثها الی الشباب، تعرض مبناها للحرق في منتصف عام 2013 اثر مناوشات بين جهات أمنية وتجار مخدرات يقطنون نفس الشارع وفقدت فيها القناة جل معداتها . وتوقفت عن البث لفترة والان تعود القناة بالتدريج لمواصلة بثها من خلال استحداث المعدات والبدء من جديد.